# Campeonato Paulista de Showbol 2012
O Campeonato Paulista de Showbol 2012, é a segunda edição deste campeonato regional da modalidade esportífica Showbol.
O Campeonato conta com 8 times do estado de São Paulo, divididos em 2 grupos.

## Sedes e datas
A edição 2012 foi sediada nas cidades de Sorocaba, Votorantim, Jandira e Carapicuíba.
Os seis jogos do grupo A foram sediados na cidade de Sorocaba, com custo total de R$ 220 mil ao município. Inicialmente as partidas ocorreriam no ginásio de esportes municipal Gualberto Moreyra, mas devido a problemas na organização os jogos foram transferidos para o Ipanema Clube.
A mudança do ginásio acarretou um atraso de dois dias para o começo do campeonato, do dia 15 para o dia 17 de março. Os jogos ocorreram nos dias 17, 18 e 19 de março.
O grupo B teve quatro jogos na cidade de Votorantim, nos dias 22 e 24 de março; e dois na cidade de Jandira, no dia 25 de março. Em Votorantim a arena foi montada no terreno de uma antiga fábrica, ao lado da praça de eventos Lecy de Campos, com custo total ao município de R$ 4,6 mil; enquanto em Jandira os jogos foram realizados no ginásio do Jardim Brotinho.
As semifinais e a final ocorreram no Ginásio Tancredão, em Carapicuíba, nos dias 31 de março e 1 de abril.

## Equipes
Atlético Sorocaba :
Selmo, Toninho, Beto Mariano, Éder, Paulão, Cesinha, Dinei, Lexa, Ronaldo Cebola, Mezenga, Neizinho, Guto e Vander.
Corinthians :
Dagoberto, Pereira, Cesar, Carlinhos, Fábio Augusto, Gino, Paulo Sérgio, Gilmar Fubá, Viola, Rincón, Andrezinho, Batata e Marcelo Ramos. Técnico: Wagninho.
Guarani :
Gleguer, Buzzeto, Marquinhos, Carlinhos, Carlão, Valdir, Julio Pinheiro, Adriano Fernandes, Djalminha, Amoroso, Luizão, João Paulo, Amaral e Catatau.
Palmeiras :
Sérgio, Marcelo, Ferreira, Cleber, Andrei, Fernando, Biro, Euller, Paulo Isidoro, Oséias, Marquinhos e Adãozinho. Técnico: Índio (ex-lateral-direito).
Ponte Preta :
André Cruz, Julinho, Fabinho, André Silva, Umberto, Ricardo Almeida, Marco Aurélio Jacó, Alexandre, Edson, Caíco, Lindomar e Vagner.
Portuguesa :
Vitor, Emerson, Cesar, Capitão, Simão, Tico, Roque, Sinval, Rodrigo Fabri e Servilho. Técnico: Wladimir.
Santos :
Joel, Marcos Paulo, Carlinhos, Preto Casagrande, Axel, Eduardo Marques, Alexandre, Robert, Paulo Rink, Demétrios e Róbson. Técnico: Serginho Chulapa.
São Paulo :
Maizena, Pavão, Rogério Pinheiro, Ivan Rocha, Valber, Alexandre, Douglas, Djair, Alex Dias e Juninho Paulista. Técnico: Sidney.

## Grupo A

### Classificação
| Time              | Pts | J | V | E | D | GF | GC | SG |
| ----------------- | --- | - | - | - | - | -- | -- | -- |
| Santos            | 6   | 3 | 2 | 0 | 1 | 34 | 31 | +3 |
| Ponte Preta       | 4   | 3 | 1 | 1 | 1 | 34 | 30 | +4 |
| Corinthians       | 4   | 3 | 1 | 1 | 1 | 33 | 35 | -2 |
| Atlético Sorocaba | 3   | 3 | 1 | 0 | 2 | 31 | 36 | -5 |

### Jogos
| 17 de março de 2012 21:00 | Santos | 11 - 6    | Ponte Preta | Ginásio Ipanema Clube, Sorocaba |
|                           |        | Relatório |             |                                 |

| 17 de março de 2012 22:00 | Atlético Sorocaba | 13 - 7    | Corinthians | Ginásio Ipanema Clube, Sorocaba |
|                           |                   | Relatório |             |                                 |

| 18 de março de 2012 11:30 | Santos | 12 - 10   | Atlético Sorocaba | Ginásio Ipanema Clube, Sorocaba |
|                           |        | Relatório |                   |                                 |

| 18 de março de 2012 12:30 | Corinthians | 11 - 11   | Ponte Preta | Ginásio Ipanema Clube, Sorocaba |
|                           |             | Relatório |             |                                 |

| 19 de março de 2012 18:45 | Ponte Preta | 17 - 8    | Atlético Sorocaba | Ginásio Ipanema Clube, Sorocaba |
|                           |             | Relatório |                   |                                 |

| 19 de março de 2012 19:45 | Corinthians | 15 - 11   | Santos | Ginásio Ipanema Clube, Sorocaba |
|                           |             | Relatório |        |                                 |

## Grupo B

### Classificação
| Time       | Pts | J | V | E | D | GF | GC | SG |
| ---------- | --- | - | - | - | - | -- | -- | -- |
| São Paulo  | 6   | 3 | 2 | 0 | 1 | 26 | 20 | +6 |
| Guarani    | 6   | 3 | 2 | 0 | 1 | 30 | 30 | 0  |
| Palmeiras  | 3   | 3 | 1 | 0 | 2 | 25 | 27 | -2 |
| Portuguesa | 3   | 3 | 1 | 0 | 2 | 23 | 27 | -4 |

### Jogos
| 22 de março de 2012 18:30 | São Paulo | 9 - 5     | Portuguesa | Praça de eventos Lecy de Campos, Votorantim |
|                           |           | Relatório |            |                                             |

| 22 de março de 2012 19:30 | Guarani | 12 - 10   | Palmeiras | Praça de eventos Lecy de Campos, Votorantim |
|                           |         | Relatório |           |                                             |

| 24 de março de 2012 09:30 | Guarani | 10 - 8    | São Paulo | Praça de eventos Lecy de Campos, Votorantim |
|                           |         | Relatório |           |                                             |

| 24 de março de 2012 10:30 | Palmeiras | 10 - 6    | Portuguesa | Praça de eventos Lecy de Campos, Votorantim |
|                           |           | Relatório |            |                                             |

| 25 de março de 2012 10:00 | Portuguesa | 12 - 8    | Guarani | Ginásio Jardim Brotinho, Jandira |
|                           |            | Relatório |         |                                  |

| 25 de março de 2012 11:00 | São Paulo | 9 - 5     | Palmeiras | Ginásio Jardim Brotinho, Jandira |
|                           |           | Relatório |           |                                  |

## Semifinais
| 31 de março de 2012 12:30 | Santos | 14 - 7    | Guarani | Ginásio Tancredão, Carapicuíba |
|                           |        | Relatório |         |                                |

| 31 de março de 2012 13:30 | São Paulo | 5 - 8     | Ponte Preta | Ginásio Tancredão, Carapicuíba |
|                           |           | Relatório |             |                                |

## Final
| 1 de abril de 2012 12:00 | Santos | 14 - 5    | Ponte Preta | Ginásio Tancredão, Carapicuíba |
|                          |        | Relatório |             |                                |

## Premiação
| Campeonato Paulista de Showbol de 2012 |
| -------------------------------------- |
| Santos Campeão (1º título)             |